# Miuna Saito
Miuna Saito (斉藤美海 Saito Miuna?, nascută 12 februarie 1987 în Shizuoka) este un idol japonez și o fostă membră din Country Musume de la jumătatea anului 2003, până când ea a ieșit din trupă pe 28 ianuarie 2007 și a cântat pentru Gatas Brilhantes H.P.